# تعرض (فیلم)
تعرض (انگلیسی: Assault) یک فیلم است که در سال ۱۹۷۱ منتشر شد. از بازیگران آن می‌توان به فرانک فینلی، فردی جونز، و لسلی-آنه داون اشاره کرد.